# Punctelia rudecta
Punctelia rudecta é uma espécie norte-americana de líquen folioso da família Parmeliaceae [en]. Pode ser facilmente identificada pela coloração clara da face inferior do talo, pelos lobos relativamente grandes nas bordas do talo e pelas minúsculas pseudocifelas brancas presentes na parte superior do talo que são características do gênero Punctelia. O líquen é bastante abundante e amplamente distribuído no leste e sudeste dos Estados Unidos, sendo menos comum no Canadá e no México. Geralmente cresce em cascas de árvores e, mais raramente, em rochas sombreadas. Existem várias espécies de Punctelia semelhantes; elas podem ser distinguidas de P. rudecta por diferenças na distribuição ou nas estruturas reprodutivas presentes no talo.
Embora anteriormente se pensasse que Punctelia rudecta tinha uma distribuição global muito mais ampla, análises filogenéticas moleculares revelaram um complexo de espécies que foi posteriormente dividido em quatro linhagens crípticas distintas, com faixas de distribuição mais restritas. Punctelia rudecta é moderadamente sensível à poluição atmosférica e foi considerada adequada como bioindicador para monitoramento da qualidade do ar.

## Taxonomia
O liquenologista sueco Erik Acharius descreveu o líquen como uma nova espécie em 1814, sob o nome Parmelia rudecta. O holótipo foi coletado pelo clérigo e botânico americano Gotthilf Heinrich Ernst Muhlenberg. Historicamente, Edward Tuckerman considerou que o táxon era mais apropriado como uma variedade de Punctelia borreri, enquanto Bruce Fink sugeriu que deveria ser uma subespécie desse táxon. Em 1902, Antonio Jatta propôs a transferência para o gênero Imbricaria; esse nome de gênero não é mais usado para liquens e é considerado sinônimo de Anaptychia. Em um estudo de 1962 sobre espécimes nomeados como Parmelia ruderata do Japão, William Culberson propôs que fosse colocado em sinonímia com P. rudecta, mas isso não foi aceito por pesquisadores posteriores, e evidências de DNA mostraram que Punctelia ruderata é uma espécie independente. Em 1982, Hildur Krog circunscreveu o gênero Punctelia para incluir espécies de Parmelia com pseudocifelas arredondadas, e P. rudecta foi uma das 22 espécies transferidas para o novo gênero.

### Filogenia
Um estudo filogenético molecular de 2004 sobre espécies de Punctelia na Península Ibérica sugeriu que o táxon Parmelia rudecta não formava um grupo monofilético, indicando que mais de uma espécie estava sendo representada pelo táxon. Essa interpretação foi posteriormente corroborada em um estudo filogenético em larga escala da família Parmeliaceae, publicado em 2010. Um estudo de acompanhamento em 2016 de espécimes de P. rudecta de coleções ao redor do mundo confirmou a diversidade críptica suspeita: havia quatro espécies morfologicamente semelhantes, mas geograficamente isoladas, todas chamadas Parmelia rudecta. Três dessas espécies foram epitipificadas (P. rudecta no sentido estrito, P. toxodes e P. ruderata), e uma quarta, P. guanchica, foi descrita como uma nova espécie. Como o holótipo original de P. rudecta foi coletado na América do Norte, esse nome foi mantido para a espécie norte-americana. O epítipo usado no estudo de 2016 foi coletado no Parque Nacional das Montanhas Great Smoky, Carolina do Norte.

## Descrição

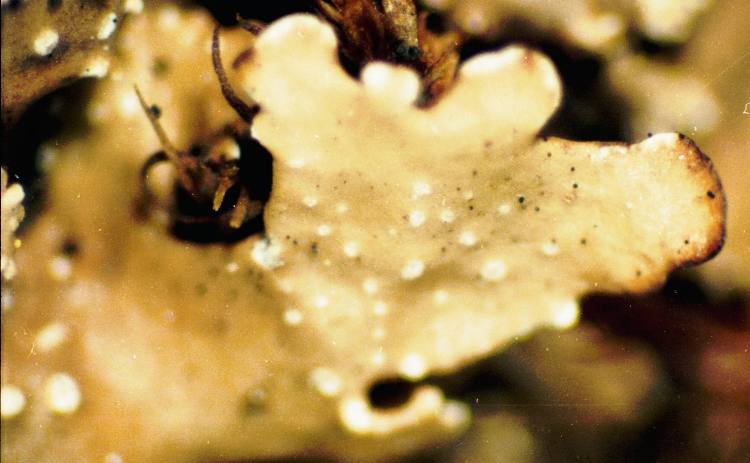
Espécime de herbário mostrando pseudocifelas em um lobo e coloração marrom na ponta do lobo.

O talo de Punctelia rudecta varia de cinza-esverdeado escuro a quase azul-acinzentado; tende a ser mais cinza-esverdeado quando fresco e mais marrom-amarelado quando seco. O talo tem uma fixação relativamente firme ao seu substrato. Os lobos que compõem o talo têm, em sua maioria, de 3 a 8 mm de largura e são mais ou menos cobertos por isídios [en] cilíndricos a ramificados; os isídios são geralmente mais numerosos em direção ao centro do talo. Às vezes, os isídios podem se tornar tão densos que formam montes, obscurecendo os lobos abaixo. Tanto as margens dos lobos quanto as pontas dos isídios têm um tom acastanhado. O líquen, quando apresenta uma coloração azul-esverdeada e isídios densos, pode ser facilmente avistado à distância. Pseudocifelas brancas são geralmente proeminentes nas pontas dos lobos. A superfície inferior do talo é bege, com rizinas claras. Apotécios são incomuns. Se presentes, têm até 4 mm de diâmetro, com um himênio marrom e uma margem fina enrolada para dentro. Os esporos medem 12,8–16 por 8–9,6 μm, são elipsoides, sem septos, lisos, de paredes finas e hialinos. O parceiro fotobionte é a alga verde Trebouxia anticipata.
Testes químicos padrão podem ser usados para identificar Punctelia rudecta. Na medula, o resultado é positivo para hipoclorito de cálcio com coloração vermelha, o que indica a presença de ácido lecanórico. O córtex contém atranorina, que resulta em uma reação de coloração positiva amarela para hidróxido de potássio.

### Espécies semelhantes
Punctelia rudecta é membro de um complexo de várias espécies morfologicamente semelhantes, mas geograficamente separadas. P. ruderata ocorre na Ásia e na África Oriental. P. guanchica, conhecida apenas das Ilhas Canárias, cresce em rochas vulcânicas. O membro sul-africano do complexo, Punctelia toxodes, cresce tanto em cascas de árvores quanto em rochas.
Punctelia eganii, conhecida de uma única localidade no Alabama, EUA, foi descrita como uma nova espécie em 2011. Embora morfologicamente idêntica a P. rudecta, ela produz liquexantona, um composto secundário anteriormente desconhecido em Punctelia. Esse composto, presente apenas em suas pseudocifelas, faz com que essas estruturas fluoresçam quando vistas sob luz ultravioleta, permitindo distinguir essas espécies, que são de outra forma idênticas. Outras duas espécies semelhantes são P. missouriensis e P. punctilla [en]; essas espécies se distinguem de P. rudecta por seus propágulos: ambas produzem sorédios escamiformes sem córtex, estruturas que podem ser confundidas com isídios. Espécimes de P. rudecta com poucos isídios podem ser confundidos com P. hypoleucites. Esta espécie relativamente rara tem uma distribuição restrita ao Texas e ao México.

## Habitat e distribuição
Punctelia rudecta tem uma distribuição temperada na América do Norte. Embora os mapas de distribuição incluídos em alguns guias de campo de liquens norte-americanos sugiram que ela não ocorre no clima tropical do sul da Flórida, ela foi registrada no Parque Estadual de Preservação Fakahatchee Strand em 2011. É ocasionalmente registrada no oeste da América do Norte, mas é muito menos frequentemente encontrada lá. Cresce em cascas de todos os tipos ou em rochas sombreadas. Irwin Brodo a chama de "um dos liquens foliosos isidiados mais comuns do leste", enquanto Erin Tripp e James Lendemer expressam sentimentos semelhantes sobre sua prevalência, descrevendo-a como "indiscutivelmente o macrolíquen mais comum a leste do rio Mississippi". Em sua área de distribuição, cresce em todos os tipos de florestas e em todas as altitudes. O líquen ocorre na maioria das províncias canadenses (Manitoba, Novo Brunswick, Nova Escócia, Ontário, Ilha do Príncipe Eduardo, Quebec e Saskatchewan). Tem um status de conservação nacional de "seguro" e é "seguro" ou "aparentemente seguro" em todas as províncias, exceto Saskatchewan, onde seu status é "criticamente ameaçado".
No México, foi relatada no Distrito Federal, Chiapas, Veracruz, Jalisco, Baja California, Chihuahua, Durango e Sonora.

## Ecologia

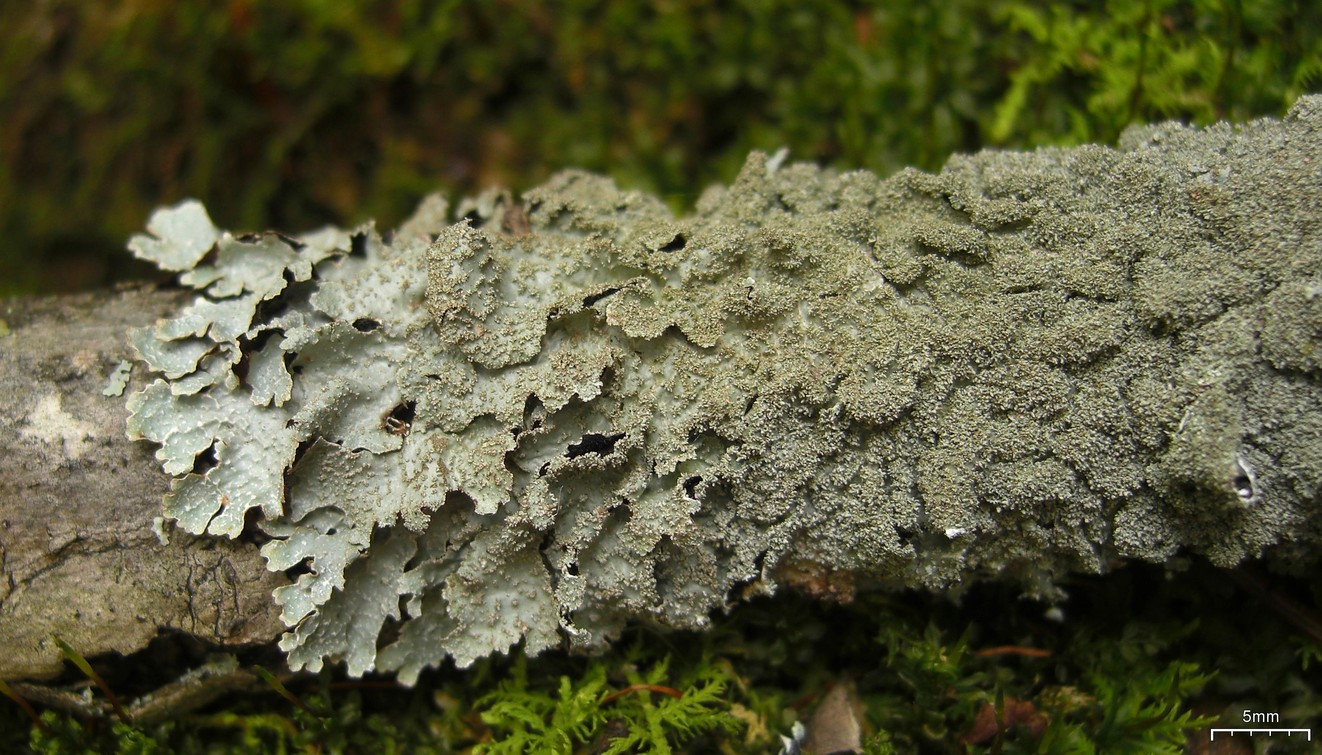
Punctelia rudecta crescendo em carvalho no Parque Estadual Big Run, Maryland, EUA.

Punctelia rudecta tem uma taxa de crescimento radial anual (ou seja, expandindo a partir do centro) de cerca de 5 mm por ano, semelhante a outros liquens foliosos da família Parmeliaceae. Ovicuculispora parmeliae (anteriormente conhecida como Nectria parmeliae) é um fungo liquenícola que usa Punctelia rudecta como um de seus muitos hospedeiros. Estudos em laboratório estabeleceram que esse fungo é incapaz de crescer em Punctelia rudecta a menos que compostos fenólicos de defesa sejam primeiro removidos do líquen. Na natureza, O. parmeliae pode crescer em P. rudecta apenas após outro habitante do líquen, uma espécie epifítica de Fusarium, degradar enzimaticamente o ácido lecanórico, o principal composto do líquen de P. rudecta. Estudos de campo demonstraram que liquens que abrigam N. parmeliae geralmente também abrigam a espécie de Fusarium. Outros parasitas fúngicos registrados crescendo em P. rudecta incluem Trichosphaerella buckii, Pronectria subimperspicua e uma espécie não identificada de Cladophialophora.
Um estudo conduzido em Nova York mostrou que Punctelia rudecta fornece abrigo para várias espécies de ácaros; Carabodes higginsi, Phauloppia banksi e uma espécie indeterminada de Anachipteria foram as mais numerosas encontradas. Os ácaros podem ajudar na dispersão dos esporos do líquen.

## Estudos de biomonitoramento
Com base na frequência de Punctelia rudecta em áreas altamente poluídas, ela é considerada uma espécie relativamente tolerante à poluição, embora seja sensível ao dióxido de enxofre (SO2) ambiente e não cresça a menos que as concentrações de SO2 no ar sejam baixas. Foi investigada por seu potencial uso como indicador da qualidade do ar em programas de biomonitoramento. Para isso, o líquen é estudado quanto aos efeitos no crescimento e ao acúmulo de poluentes (como metais pesados tóxicos) no talo, que, após a coleta de amostras, podem ser determinados em laboratório com técnicas químicas analíticas. Punctelia rudecta é recomendada para uso como bioindicador nas terras altas florestadas mais frias do Alabama, Geórgia, Carolina do Norte e Carolina do Sul.

## Usos humanos
Punctelia rudecta pode ser usada para criar um corante por extração de cor com amoníaco como solvente. Um corante rosa é obtido com esse método.